# Krzysztof Tauszyński
Krzysztof Piotr Tauszyński (ur. 18 stycznia 1938 w Warszawie, zm. 21 stycznia 2012 tamże) – polski architekt.

## Życiorys
W 1962 ukończył studia na Wydziale Architektury Politechniki Warszawskiej, a następnie pozostał na uczelni jako pracownik naukowo-dydaktyczny, gdzie był adiunktem. Ponadto zajmował się projektowaniem zespołów mieszkaniowych i obiektów użyteczności publicznej. Był członkiem Zespołu Rzeczoznawców Stowarzyszenia Architektów Polskich oraz kierownikiem zespołu architektonicznego w Biurze Projektowo-Konsultingowym "Stolica". Od 1962 należał do SARP, gdzie był członkiem Zarządu Oddziału Warszawskiego, Kolegium Sędziów Konkursowych oraz Komisji Rewizyjnej. Za swoje zaangażowanie otrzymał Srebrną Odznakę SARP. Spoczywa na cmentarzu Wawrzyszewskim w Warszawie.

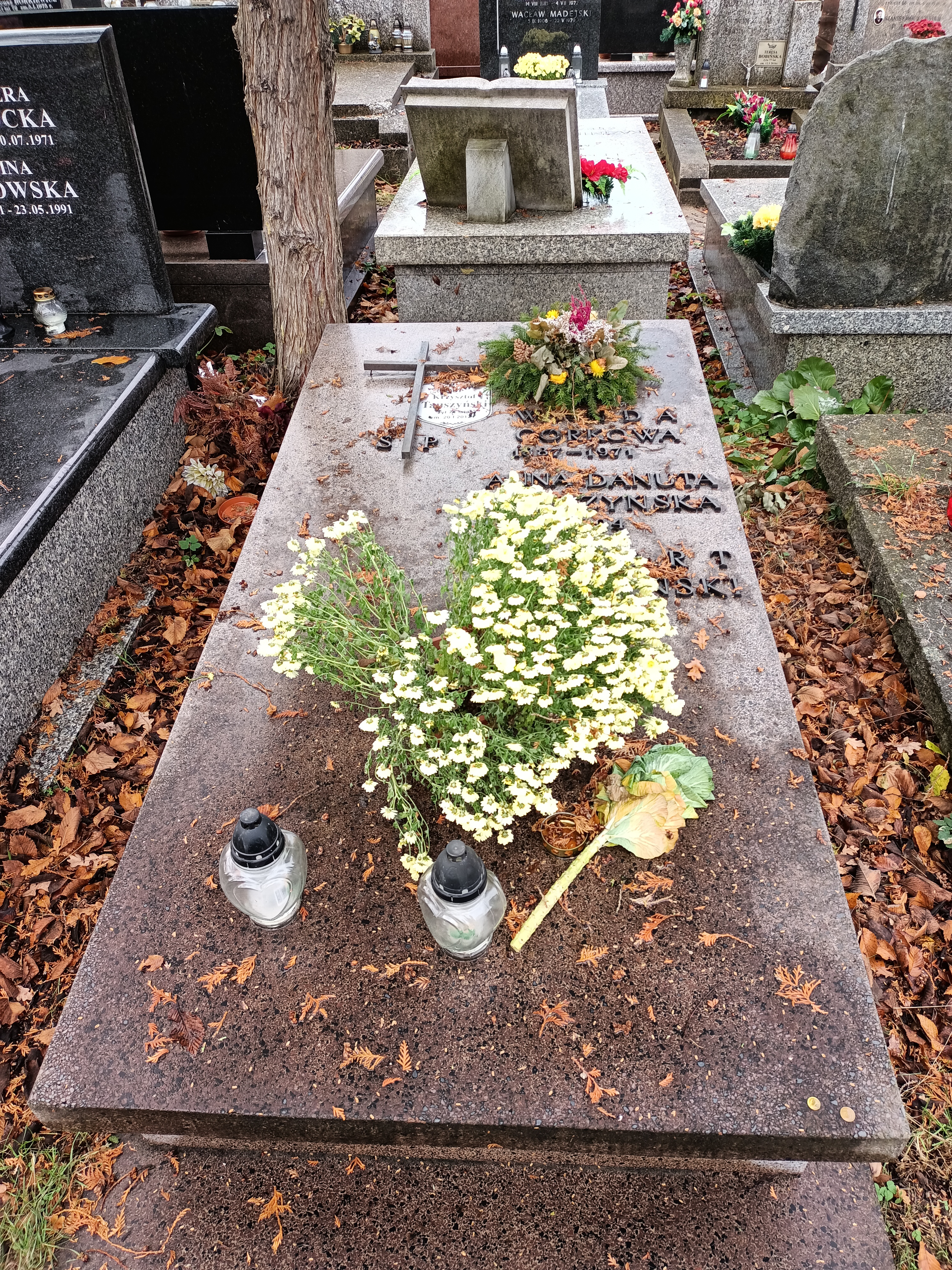
Grób Krzysztofa Tauszyńskiego na Cmentarzu Wawrzyszewskim

## Publikacje
- "Wstęp do projektowania architektonicznego";
- "Projektowanie obiektów użyteczności publicznej" (współautor: Wacław Parczewski);
- "Budownictwo z technologią".

## Realizacje
- Osiedle Lazurowa-Górczewska w Warszawie;
- Osiedle Ustronie w Radomiu;
- Zespół budynków mieszkalnych Spółdzielni PAX przy ul. Rzymowskiego w Warszawie;
- Zespół budynków mieszkalnych pracowników AWF przy ul. Podleśnej w Warszawie;
- Osiedle Ługi w Otwocku;
- Dom Młodego Naukowca AWF w Warszawie;
- Spółdzielczy Dom Kombatanta w Warszawie;
- Projekt rozbudowy Teatru Polskiego w Warszawie.